# Air Merah (Curup Tengah)
Air Merah is een bestuurslaag in het regentschap Rejang Lebong van de provincie Bengkulu, Indonesië. Air Merah telt 1048 inwoners (volkstelling 2010).